# 車 (中國象棋)

俥、車棋子

「俥」、「車」是中國象棋的棋子，每方各有兩枚。紅方為「俥」，黑方為「車」。可以讀「居」(ㄐㄩ)，或「硨」(ㄔㄜ)，主要是在口述棋譜時分辨敵我。
車為戰車。俥則是為了分辨敵我而使用，與字義不符。

## 走法
“車”在沒有其他棋子阻擋的情況下每一步可以沿著直線橫走或直走任意步，步數不限，不可斜走或拐彎。吃子方式與走法相同，即每一步在其可允許行走的方向上如果有對方的棋子，就可以將它吃掉。
在整個棋局中，車通常被認爲是攻擊力最強的棋子，有“一车十子寒”之称，但除非特攻戰術，否則第一步幾乎都不會出車（因為車一動則馬不保）。
殘局時若我方有車在場，應戰不成問題；若僅有我方有車，則常可穩操左券。

## 對應名稱
車在棋盤中的不同位置都有對應的名稱如橫車、直車、巡河車（又稱車守河頭）、騎河車、肋車、边车、沈底车（车移动到对方底线）、花心车（车置于九宫中心）、高头車、篡位车、兵林車等。

## 地位
一車相等於雙砲（炮），略高於一馬（傌）一砲（炮），高於雙馬（傌）。
北宋制式的中國象棋中，只能向前行，不能後退，而不能轉彎，相比弱於當時的傌（當時的傌沒有擋腳（即拐腳））。及至南宋制式發展成當今的走法。